# 아자부주반역
아자부주반역(일본어: 麻布十番駅, あざぶじゅうばんえき)은 일본 도쿄도 미나토구에 있는 철도역이다.

## 역 구조

### 도쿄 지하철
섬식 승강장 1면 2선의 지하역이며, 스크린도어가 설치되어 있다. 개찰구는 지하 1층, 플랫폼은 지하 3층에 있다.

#### 승강장
| 1 | 난보쿠 선 | 나가타초・고마고메・오지・아카바네이와부치・우라와미소노 방면 |
| 2 | 난보쿠 선 | 시로카네타카나와・메구로・무사시코스기 방면                   |

### 도쿄 도 교통국
섬식 승강장 1면 2선의 지하역이며, 스크린도어가 설치되어 있다. 개찰구는 지하 4층, 플랫폼은 지하 6층에 있다.

#### 승강장
| 1 | 도영 오에도 선 | 다이몬・료고쿠 방면                 |
| 2 | 도영 오에도 선 | 도초마에・네리마・히카리가오카 방면 |

## 역세권 정보
- 모토아자부 힐즈
- 롯폰기 힐즈
- 주일 대사관
  -  대한민국
  -  오스트레일리아
  - 오스트리아
  -  싱가포르
  - 슬로바키아
  -  아르헨티나
- 재일본대한민국민단 본부
- 이치노하시 공원
- 아자부주반 상점가
- 도쿄 도립 롯폰기 고등학교
- 아자부주반 우체국
- DHC
- 힐링 포레스트

## 역 역사
- 2000년
  - 9월 26일: 난보쿠 선의 역이 영업 개시.
  - 12월 12일: 오에도 선의 역이 영업 개시, 환승역이 되다.

## 같이 보기
- 아자부

| 도쿄 메트로 7호선                | 도쿄 메트로 7호선 | 도쿄 메트로 7호선                      |
| -------------------------------- | ----------------- | -------------------------------------- |
| N03 시로카네타카나와 메구로 방면 | 난보쿠 선         | N05 롯폰기 1초메 아카바네이와부치 방면 |
| 도쿄 도 교통국 지하철 12호선     |                   |                                        |
| E21 아카바네바시 도초마에 방면   | 오에도 선         | E23 롯폰기 히카리가오카 방면           |